# Liste der Naturschutzgebiete in Wolfsburg
In Wolfsburg gibt es acht Naturschutzgebiete (Stand Februar 2021).
| Name des Gebietes                                     | Bild           | Kennung | WDPA      | Landkreis / Stadt                  | Beschreibung / Bemerkungen | Standort | Fläche in Hektar | Jahr der Verordnung |
| ----------------------------------------------------- | -------------- | ------- | --------- | ---------------------------------- | -------------------------- | -------- | ---------------- | ------------------- |
| Allertal zwischen Gifhorn und Wolfsburg               | weitere Bilder | BR 146  | 555588649 | Landkreis Gifhorn, Stadt Wolfsburg |                            | Position | 891,75           | 2014                |
| Barnbruch                                             | weitere Bilder | BR 075  | 30106     | Landkreis Gifhorn, Stadt Wolfsburg |                            | Position | 1308,58          | 1986                |
| Barnbruchswiesen und Ilkerbruch                       |                | BR 089  |           | Stadt Wolfsburg, Landkreis Gifhorn |                            | Position | 714              | 2021                |
| Düpenwiesen                                           | weitere Bilder | BR 028  | 81562     | Stadt Wolfsburg                    |                            | Position | 172              | 2021                |
| Hohnstedter Holz                                      |                | BR 166  |           | Stadt Wolfsburg                    |                            | Position | 275              | 2020                |
| Talniederung im Barnstorfer Wald                      |                | BR 077  | 165822    | Stadt Wolfsburg                    |                            | Position | 33,91            | 1987                |
| Wendschotter und Vorsfelder Drömling mit Kötherwiesen | weitere Bilder | BR 088  | 166241    | Stadt Wolfsburg                    |                            | Position | 722              | 2020                |
| Barnstorfer Wald                                      |                | BR 154  |           | Stadt Wolfsburg                    |                            | Position | 522              | 2018                |